# 朝汐太郎 (初代)
朝汐 太郎（あさしお たろう、元治元年11月28日〈1864年12月26日〉- 大正9年〈1920年〉8月26日）は、高砂部屋（入門時は押尾川部屋）に所属していた大相撲力士。伊予国宇和郡（現在の愛媛県八幡浜市）出身。本名は増原 太郎吉（ますはら たろきち）、出生名は杉本 太郎吉（すぎもと たろきち）。最高位は大関（現役中に1日限りの横綱免許）。身長179cm、体重102kg。得意手は左四つ、上手投げ、寄り。

## 来歴

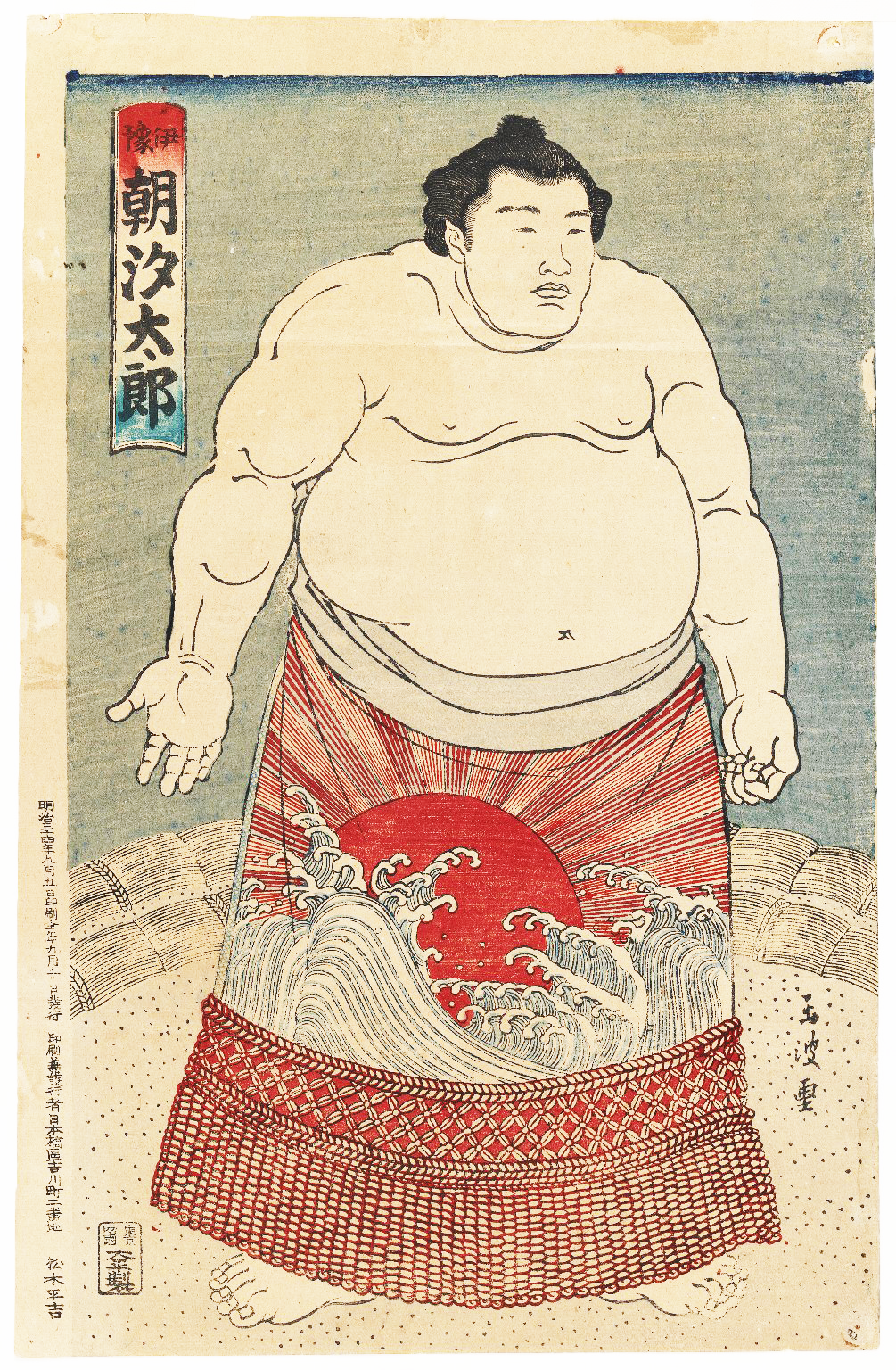
朝汐太郎 (初代)、浮世絵（1901年）

元治元年（1864年）、増原勘十郎の長男として伊予国宇和郡（現在の愛媛県八幡浜市）に生まれる。子供の頃から力自慢で、７歳の頃には一斗樽（約18リットル）を楽に持ち上げることが出来たといわれる。地元の素封家である大黒屋吉蔵の家に奉公して、木蝋製造の蝋打ち業に従事した。しかし太郎吉は仕事よりも相撲の稽古を好んで行い、暇さえあれば大黒柱に突っ張りをぶちかまし、素人相撲が開かれると仕事を休んで参加した。その余りの相撲に対する熱中ぶりに、奉公先から叱責されることもあったという。
1881年、17歳の時に大坂相撲の朝嵐に誘われ、押尾川に入門。1883年に「朝汐」の名で土俵に上る。太郎吉は大阪相撲に満足せず、1889年に上京して高砂改正組から勧誘され東京相撲に加入する。東京相撲では1890年1月場所に十両格付出で初土俵を踏んだ。この時、師匠高砂から朝汐なんて素人くさい名前だと改名を促され、周囲からももっといい四股名があるはずだと横槍を入れられたが、本人は気にせず、「強うなりゃ、ええ名になります」と言って最後まで朝汐太郎で通した。
1893年1月場所で関脇へ昇進、関脇を5年にわたり連続11場所務めたが、西ノ海、小錦という強豪がおり、1898年5月場所に漸く大関に昇進した。大関に昇った朝汐は旧宇和島藩主の伊達宗徳から、伊達家の家紋「竹に雀」があしらわれた化粧廻しが授与されている。朝汐は大関を1903年1月場所まで5年10場所務めた。優勝制度のなかった時代だが、1894年5月場所（8勝1敗）、1898年5月場所（7勝1敗1分）で優勝に相当する成績を残している。当時は梅ヶ谷と常陸山の全盛期であった。また、横綱となれなかった逸話として、相撲を好んだ明治天皇が高砂部屋を訪れた際に朝汐と取り組み、素人には負けられないと朝汐が天皇を投げ飛ばしてしまったというものも伝わっている。
1900年、愛媛県の地方巡業に参加、地元八幡浜（現在の大黒町3・4丁目付近）でも興行が開かれた。当時はそこに川が流れており見物客は川を迂回して向かわなければならなかった。朝汐はこれを慮り、地元の豪商などの協力を取り付けて一夜にして土橋を作り上げたという。橋はその後「朝汐橋」と呼ばれるようになった。その川や橋は無くなったが、現在も朝汐橋に由縁のある地名が残されている。
1900年頃までが全盛期で1903年1月場所限りで大関陥落。長年の功労が認められ、大関陥落後ではあるが1904年（明治37年）12月には吉田司家から1日限りの横綱免許を授与されて土俵入りを披露、1905年（明治38年）4月には、故実門人としてその名が記載された。1908年（明治41年）1月場所、11枚目で全休し43歳で引退、幕内在位は19年間に及んだ。引退後は年寄佐ノ山を襲名する。佐ノ山部屋持ち時代は朝嵐長太郎を引き取ったが、その朝嵐は再び本家の高砂部屋に戻している。1920年（大正9年）8月26日に年寄のまま死去した。

## 人物・その他
- 現役時代は投げを打ちながら寄って出る正攻法の堅実な取り口を見せ[3]、左四つ右上手を引いての投げが鮮やかで、江戸末期の猪王山森右衛門、昭和の清水川元吉とともに古今上手投げの三大関と称された[6]。また、下手投げは独自の型で引き擦る様な投げであったという[1]。反面、厳つい風貌から「おこぜ」というあまりありがたくない異名がつけられていた。料理がうまくフグを自分で捌いたり、当時は珍しかったライスカレーも作ったという。また、愛妻家や酒豪としても知られた[1]。
- 三役時代は大碇、鳳凰、大関以降は梅ノ谷を苦手とした。
- 関脇谷ノ音とは1891年～1904年まで22回対戦し明治時代の最多対戦記録となっている[7]。
- 初代以降、「朝汐（朝潮）」は高砂部屋の出世名となり、以後この四股名を襲名した力士は彼を含め5人いるが全員が大関、3代目（後に「男女ノ川」と改名）と4代目は横綱まで昇進した。また、「太鼓の名人」と謳われた呼出太郎は朝汐の口利きで呼出になり、朝汐にあやかって「太郎」と名付けられたという。
- 1903年（明治36年）には八幡浜市の四国山に有る相撲広場内に顕彰碑が、また、1993年（平成5年）5月には朝汐橋近隣の児童公園内に記念碑が建立されている[1]。

## 主な成績
- 幕内在位 36場所
- 幕内成績 138勝76敗31分12預103休 勝率.645

### 場所別成績
- 東京相撲のみ示す。

| 1890年 （明治23年） | 西十両筆頭 6–2 1分       | 東前頭10枚目 5–2–1 2分 |
| 1891年 （明治24年） | 東前頭3枚目 6–2–1 1預    | 東前頭2枚目 1–2–6 1分  |
| 1892年 （明治25年） | 東前頭3枚目 6–2–1 1預    | 東前頭筆頭 5–1–1 3分   |
| 1893年 （明治26年） | 東関脇 7–1–1 1分         | 東関脇 7–1–1 1預       |
| 1894年 （明治27年） | 東関脇 2–5–1 1分1預      | 東関脇 8–1–1           |
| 1895年 （明治28年） | 東関脇 6–1–1 2預         | 東関脇 0–0–10          |
| 1896年 （明治29年） | 東関脇 4–3–1 2分         | 東張出関脇 7–2–1       |
| 1897年 （明治30年） | 東張出関脇 6–2–1 1分     | 東関脇 5–2–1 1分1預    |
| 1898年 （明治31年） | 東関脇 4–0–5 1預         | 東大関 7–1–1 1分       |
| 1899年 （明治32年） | 東大関 6–1–1 1分1預      | 東大関 5–3–1 1分       |
| 1900年 （明治33年） | 東大関 5–1–2 2分         | 東大関 3–4–2 1分       |
| 1901年 （明治34年） | 東大関 0–2–8             | 西張出大関 5–2–1 2分   |
| 1902年 （明治35年） | 西張出大関 2–5–1 2分     | 西張出大関 6–1–1 2分   |
| 1903年 （明治36年） | 西張出大関 4–4–1 1分     | 西関脇 4–4–1 1分       |
| 1904年 （明治37年） | 西小結 2–5–1 2分         | 西小結 5–3–2           |
| 1905年 （明治38年） | 西関脇 0–0–10            | 西前頭筆頭 1–0–8 1分   |
| 1906年 （明治39年） | 西小結 1–5–1 3分         | 西前頭4枚目 1–3–6      |
| 1907年 （明治40年） | 西前頭6枚目 2–5–1 2分    | 西前頭7枚目 0–0–10     |
| 1908年 （明治41年） | 西前頭11枚目 引退 0–0–10 | x                      |
| 各欄の数字は、「勝ち-負け-休場」を示す。 優勝 引退 休場 十両 幕下 三賞：敢=敢闘賞、殊=殊勲賞、技=技能賞 その他：★=金星 番付階級：幕内 - 十両 - 幕下 - 三段目 - 序二段 - 序ノ口 幕内序列：横綱 - 大関 - 関脇 - 小結 - 前頭（「#数字」は各位内の序列） |                          |                        |

## 関連文献
- 横浜新報著作部 編『当世力士銘々伝』朝汐太郎,横浜新報社,明36.2. 国立国会図書館デジタルコレクション